# Tommy Ray Franks
Tommy Ray Franks (Wynnewood, 17 giugno 1945) è un generale statunitense.

## Biografia
Nato come Tommy Ray Bentley nello stato dell'Oklahoma, venne adottato da Ray e Lorene "Pete" Parker Franks. Studiò al Robert E. Lee High School a Midland (Texas) ed all'Università del Texas ad Austin.
Nel 2004 ha ricevuto per i suoi meriti in campo militare la medaglia presidenziale della libertà, la massima onorificenza degli Stati Uniti d'America assieme alla medaglia d'oro del Congresso.